# Eva Rubinsteinová
Eva Rubinsteinová (nepřechýleně Eva Rubinstein; * 18. srpna 1933, Buenos Aires) je polsko-americká fotografka, jejíž umělecká díla představují portréty, akty a interiéry, často pořízené v Evropě i ve Spojených státech. Bývá pravidelným hostem a autorkou několika výstav na Rubinsteinově klavírním festivalu v Lodži, který od roku 2008 pořádá Mezinárodní hudební nadace Artura Rubinsteina v Lodži.

## Životopis
Rubinsteinová se narodila v Buenos Aires, kde její matka, baletka Nela Młynarska, doprovázela jejího otce, klavíristu Arthura Rubinsteina, na koncertním turné po Jižní Americe. Vyrůstala v Paříži, kde začala v pěti letech cvičit jako baletka. V roce 1939, na začátku druhé světové války, se rodina přestěhovala do Spojených států, kde Eva Rubinsteinová v roce 1946 získala americké občanství. Navštěvovala Scripps College v Claremontu v Kalifornii a studovala drama na Kalifornské univerzitě v Los Angeles. Od roku 1953 pracovala jako tanečnice a herečka v New Yorku, kde se objevila v původní produkci "The Diary of Anne Frank." V roce 1956 se provdala za Williama Sloane Coffina a porodila tři děti, Amy, Alexandera a Davida. Manželství skončilo rozvodem v roce 1968. 

## Fotografie
V roce 1967 se Rubinsteinová začala vážně zajímat o fotografii a těžila z workshopů s Lisettou Modelovou a Dianou Arbusovou. Kromě své práce fotoreportérky pořizuje intimnější fotografie lidí, včetně aktů, a (často prázdných) interiérů. V rozhovoru s Frankem Horvatem vysvětlila, že vždy projevovala velký respekt k lidem, které fotografovala, a nikdy si nepřála zasahovat. Vedla také workshopy na School of Visual Arts na Manhattanu (1972) a na Manhattanville College, mimo mnoha dalších míst v USA a Evropě.

## Výstavy
Dílo umělkyně bylo prezentováno na téměř stovce samostatných výstav po celém světě, mezi nimi: 
- 1979: Eva Rubinstein: Fotografie, Kalamazoo Institute of Arts, Kalamazoo, Michigan
- 1984: Eva Rubinstein (Polska - USA). Fotografie, Muzeum Sztuki, Lodž, Polsko[4]
- 1985: Eva Rubinstein, Galerie du Château d'eau, Toulouse, Francie
- 2009: Élégies, Galerie In Camera, Paříž

## Rodina
Dcera pianisty Artura Rubinsteina a Aniely Młynarské Rubinsteinové. Jak její bratr John Rubinstein, tak synovec Michael Weston jsou američtí herci. Eva Rubinsteinová je také sestřenicí básníka Wojciecha Młynarského (dědeček Evy Rubinsteinové Emil Młynarski byl Wojciechův prastrýc).